# فرودگاه پچورا
فرودگاه پچورا (به روسی: Аэропорт Печора) فرودگاهی عمومی واقع در پچورا در کشور روسیه است.

## شرکت‌های هواپیمایی و مقصدهای پروازی
| شرکت‌های هواپیمایی | مقصدهای پروازی |
| ----------------- | -------------- |
| کومی‌اویاترنس      | سیکتیوکار      |